# Heiligegeiststraße 2 (Quedlinburg)

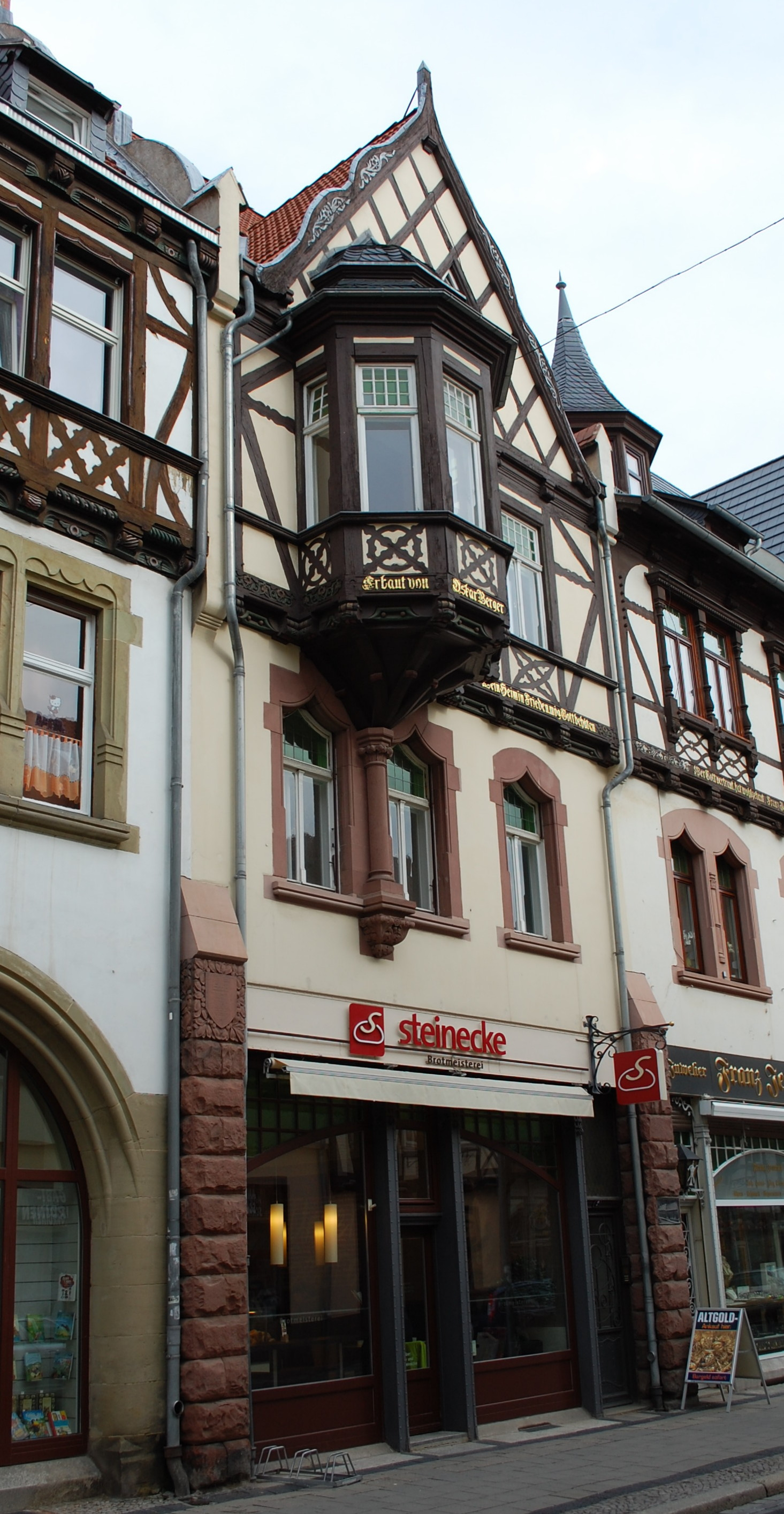
Haus Heiligegeiststraße 2

Das Haus Heiligegeiststraße 2 ist ein denkmalgeschütztes Gebäude in der Stadt Quedlinburg in Sachsen-Anhalt.

## Lage
Es liegt im südlichen Teil der historischen Quedlinburger Altstadt. Im Quedlinburger Denkmalverzeichnis ist es als Wohn- und Geschäftshaus eingetragen.

## Architektur und Geschichte
Das Haus wurde im Jahr 1904 durch den Architekten Max Schneck für den Kaufmann Oskar Berger errichtet. Zuvor befand sich an dieser Stelle das ehemalige Heiliggeist-Hospital und die Kapelle dieser Einrichtung. In seiner Gestaltung präsentiert sich das Haus in Formen des Jugendstils, wobei, auf Drängen des städtischen Bauamts, die regionale Fachwerktradition zum Einsatz kam. Darüber hinaus finden sich auch neogotische Elemente. Bemerkenswert ist ein straßenseitiger Erker und ein Giebel mit Rauten.